# Comuna Cernik, Slavonski Brod-Posavina
Cernik este o comună în cantonul Slavonski Brod-Posavina, Croația, având o populație de 3.640 de locuitori (2011).

## Demografie
Componența etnică a comunei Cernik
     Croați (97,69%)
     Sârbi (1,59%)
     Necunoscut (0,36%)
     Neclasificat (0,16%)
Componența confesională a comunei Cernik
     Catolici (96,73%)
     Ortodocși (1,59%)
     Necunoscută (0,66%)
     Alte religii (1,02%)
Conform recensământului din 2011, comuna Cernik avea 3.640 de locuitori. Din punct de vedere etnic, majoritatea locuitorilor (97,69%) erau croați, cu o minoritate de sârbi (1,59%). Apartenența etnică nu este cunoscută în cazul a 0,36% din locuitori. Din punct de vedere confesional, majoritatea locuitorilor (96,73%) erau catolici, cu o minoritate de ortodocși (1,59%). Pentru 0,66% din locuitori nu este cunoscută apartenența confesională.